# Les Chambres
Les Chambres è un comune francese di 121 abitanti situato nel dipartimento della Manica nella regione della Normandia.

## Società

### Evoluzione demografica
Abitanti censiti